# Hospital Universitario La Paz
El Hospital Universitario La Paz (HULP) es un centro hospitalario de titularidad pública, situado en el distrito de Fuencarral-El Pardo de la ciudad de Madrid. Está administrado por el Servicio Madrileño de Salud, dependiente de la Consejería de Sanidad y es uno de los principales hospitales de referencia de España.
Bajo la gestión de la Gerencia del HULP se organizan los cuatro hospitales originarios de la que fue la Ciudad Sanitaria La Paz (General, Traumatológico, Materno-Infantil y Pediátrico), junto a los cercanos Hospital Carlos III y Hospital de Cantoblanco.
La actividad investigadora del HULP de estructura a través de su Instituto de Investigación Sanitaria acreditado (IdiPAZ) gestionado por la Fundación para la Investigación Biomédica del Hospital Universitario La Paz (FIBHULP).

## Historia

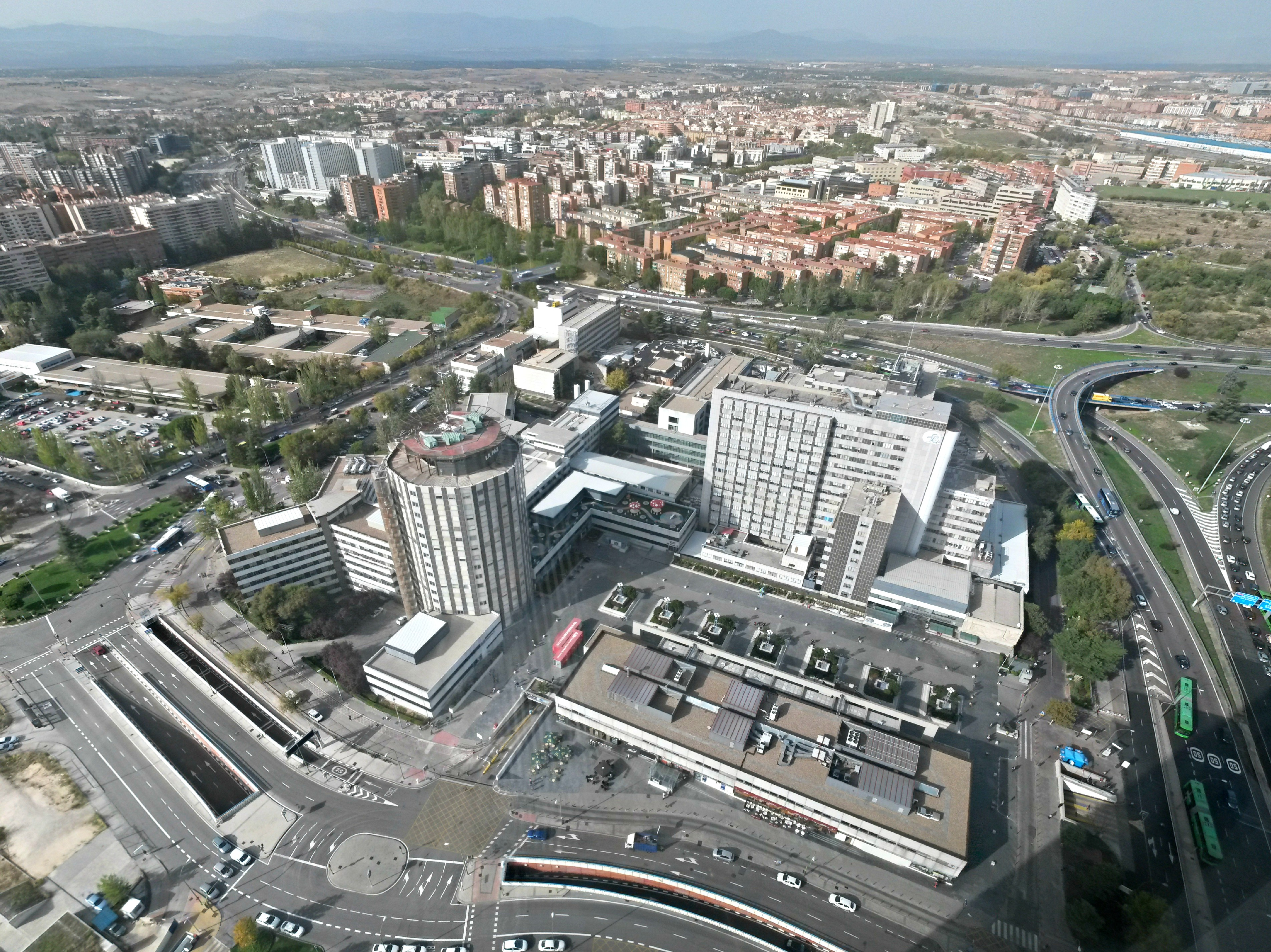
Fotografía aérea del Hospital desde el edificio Torre Espacio

El Hospital General La Paz se inauguró el 18 de julio de 1964, en el ámbito del Seguro Obligatorio de Enfermedad, siendo en ese momento el primer gran centro hospitalario español.[cita requerida] En la actualidad el mayor hospital de Madrid es el Hospital Gregorio Marañón.
El origen del nombre se  debe a que se inaugura  dentro de los actos de conmemoración de los veinticinco años de paz tras la finalización de la Guerra Civil que organizó el régimen de Francisco Franco.
Desde su inauguración como Hospital General, su fisonomía ha ido cambiando y creciendo, convirtiéndose en un gran complejo hospitalario compuesto por un entramado de 17 edificios y tres grandes hospitales:
El Hospital Universitario La Paz nace como un centro de referencia nacional en varias especialidades médicas y quirúrgicas. En julio de 1964 se inaugura el Hospital General, edificio que ocupa una superficie de 30.000 metros cuadrados en el que se invirtieron 1.08 millones de euros.
Al año siguiente se inauguran el Hospital Maternal y el Hospital Infantil. El Hospital Maternal con 409 camas y 256 cunas y una inversión que alcanzó 961.619 euros. Por su parte, el Hospital Infantil contó inicialmente con 337 camas y cunas, 42 camas para niños mayores y 32 para las madres de los niños ingresados, y la inversión inicial ascendió a 721.214 euros.
En 1966 abre sus puertas el Hospital de Traumatología y Rehabilitación, que cuenta con 300 camas y una Unidad de Quemados convertida en una de las más prestigiosas de su especialidad y centro de referencia nacional e internacional.
En su primer año de funcionamiento, el Hospital Universitario La Paz contaba con un equipo de 360 médicos que atendieron a 21.700 pacientes, se practicaron 9.000 intervenciones quirúrgicas y nacieron 4.040 niños en la Maternidad.
Entre 1964 y 1972 el Hospital Universitario La Paz fue el hospital de urgencia quirúrgica de referencia casi exclusiva para Madrid. Hoy en día es centro de referencia en numerosas especialidades quirúrgicas y médicas.
En 1970 se convierte en el hospital clínico de la Universidad Autónoma de Madrid, cuya Facultad de Medicina había entrado en funcionamiento dos años antes.
En 1975 se crean los servicios de especialidades médicas dentro del departamento de Medicina, y comienza a funcionar la Escuela de Ayudantes Técnicos Sanitarios.
La puesta en marcha del programa de trasplantes, iniciada en 1984, marca un hito en la historia del hospital. En ese mismo año se produjo el primer trasplante de riñón, y dos años más tarde el de hígado.
En 1987 se inicia la primera fase del Plan Director, un proyecto con el que se intenta acondicionar el complejo hospitalario a las necesidades asistenciales de una población cada vez más exigente, informada y preocupada por la salud.
En 2002 tiene lugar un cambio administrativo importante con el traspaso de las transferencias sanitarias a la Comunidad de Madrid. Por ello, el 1 de enero de 2002 el Hospital Universitario La Paz se integra en la estructura de la Consejería de Sanidad y Consumo de la Comunidad de Madrid, y dentro de ella en el Instituto Madrileño de la Salud. Tras la fusión entre el antiguo Instituto Madrileño de la Salud y el Servicio Madrileño de Salud el 27 de enero de 2005, se crea un nuevo ente, el Servicio Madrileño de Salud del que depende, en la actualidad, el Hospital Universitario La Paz.
En 2018, la entonces presidenta de la Comunidad de Madrid, Cristina Cifuentes, presentó un plan de reformas de 12 años para cambiar integralmente el hospital, manteniendo sólo la torre de maternidad. El diseño es resultado de un concurso que ganó el proyecto Campo de Retamas de Burgos y Garrido Arquitectos. Se espera que las reformas, con un coste de 503.945.580 € comiencen a principios de 2023.

Comparativa 1964–2014
|                                  | 1964        | 2013         |
| -------------------------------- | ----------- | ------------ |
| Presupuesto anual (euros)        | 54 millones | 510 millones |
| Consultas (año)                  | 21.700      | 1.075.674    |
| Urgencias atendidas (año)        | 212.000     | 209.233      |
| Intervenciones quirúrgicas (año) | 9.000       | 41.179       |
| Partos (media diaria)            | 42          | 16           |

## Hospital Universitario
Desde 1970 está vinculado a la Universidad Autónoma de Madrid, cuya Facultad de Medicina y una de sus Escuelas Universitarias de Enfermería (EUE La Paz) se encuentran junto a sus instalaciones.

## Área de asistencia
El Hospital Universitario La Paz atiende sanitariamente a las personas de los municipios del área 5 de salud través de los centros de especialidades de Fuencarral, Bravo Murillo, Peñagrande, Colmenar Viejo y el Hospital de Cantoblanco, adscrito a La Paz en 2005. 

## Actividad clínica
Según datos de 2006 el hospital tuvo durante ese año un total de 58.567 ingresos. El número de consultas externas ascendió a 1.241.634 y las urgencias atendidas fueron 285.108. En cuanto a las intervenciones quirúrgicas se llevaron a cabo 45.539. En la unidad de maternidad hubo 10.364 partos y los trasplantes acumularon 151 intervenciones. 

## Servicios
Cada uno de los hospitales que conforma el Hospital La Paz ofrece diferentes servicios. Así el Hospital General ofrece los siguientes servicios:

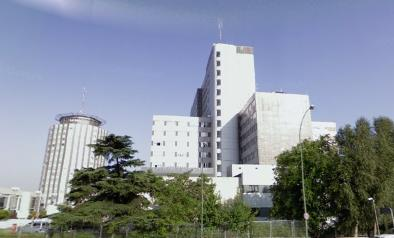
Vista del complejo desde el este (paseo de la Castellana)

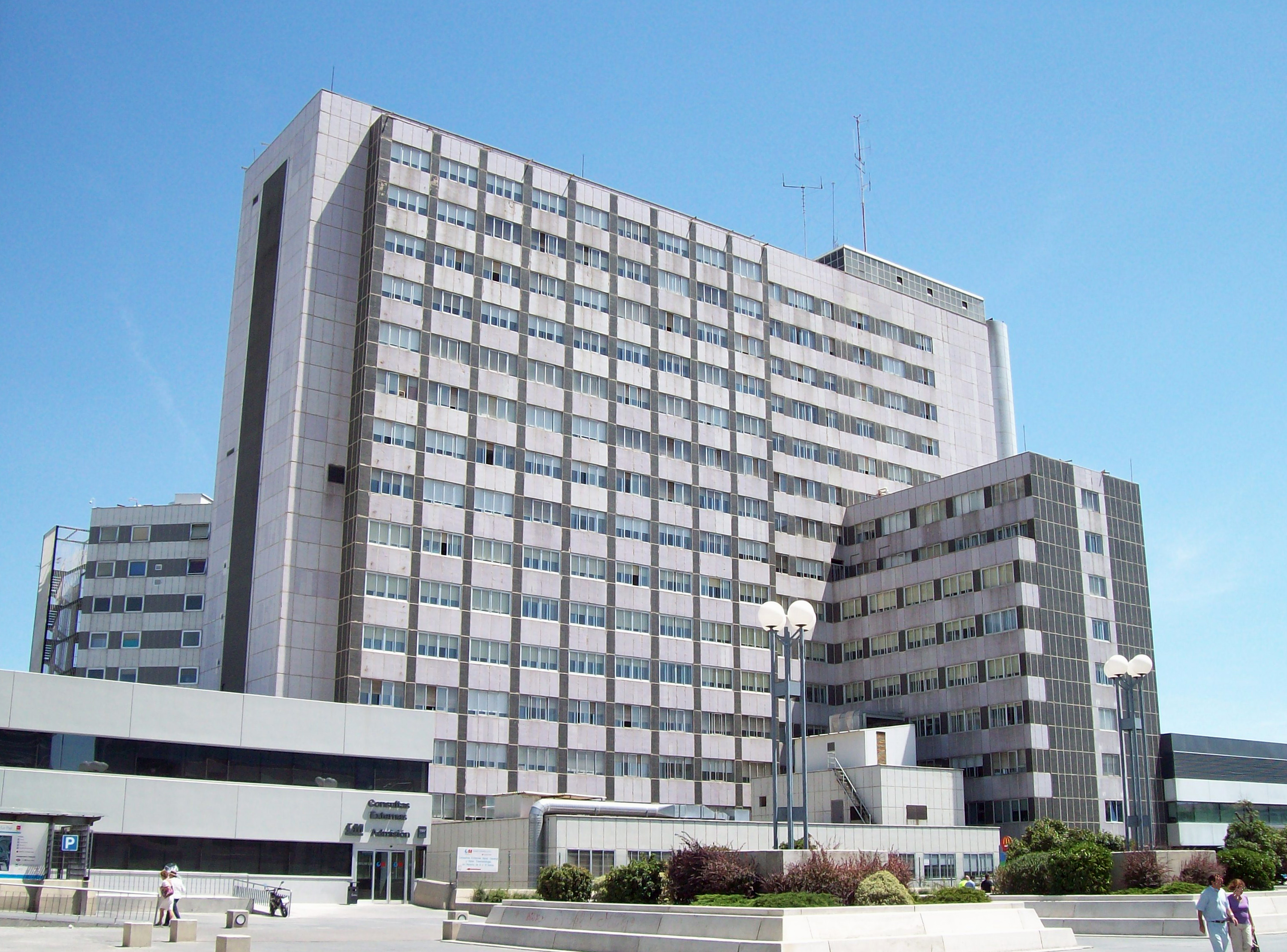
Hospital General.

| - Alergología - Análisis Clínicos - Anatomía Patológica - Anestesia y Reanimación general *Unidad del Dolor - Angiología y Cirugía Vascular - Área del Corazón *Unidad Médico-Quirúrgica *Cardiología *Unidad de agudos- Coronarias *Cirugía Cardíaca - Cirugía general - Cirugía Maxilofacial - Cirugía Plástica, Estética y Reparadora - Cirugía Torácica - Dermatología |  | - Endocrinología y nutrición - Farmacología Clínica - Geriatría - Hematología - Estomatología - Medicina Interna - Microbiología Clínica - Nefrología - Neumología - Neurocirugía - Neurología - Neurofisiología Clínica - Oftalmología - Oncología - Otorrinolaringología - Psiquiatría - Psicología Clínica - Radiodiagnóstico - Reumatología - Traumatología - Unidad de Medicina Intensiva (UCI) - Urgencias generales - Urología |

## Unidades Multidisciplinares
Unidad de Embarazo de Alto Riesgo
Unidad de Patología Mamaria

## Reconocimientos
- Según la séptima edición del Monitor de Reputación Sanitaria (MRS), el Hospital Universitario La Paz de Madrid es el hospital público con mejor reputación de España.[8]
- Ocupa el puesto número 52 en la lista 'World’s Best Hospitals 2022', que elabora la revista Newsweek.[9]